# Tullio De Rubeis
Tullio De Rubeis (Tussio, 17 aprile 1908 – L'Aquila, 7 agosto 1988) è stato un politico italiano.

## Biografia
Nato a Tussio, frazione di Prata d'Ansidonia, nel 1908, conseguì la laurea in economia e commercio. Avvicinatosi alla politica, si iscrisse al Partito Nazionale Fascista, diventando segretario di sezione e poi vice-segretario federale. Dopo la seconda guerra mondiale aderì alla Democrazia Cristiana e diventò sindaco del proprio comune di nascita.
Nel 1966 fu eletto sindaco dell'Aquila dal Consiglio comunale del capoluogo regionale abruzzese, carica che mantenne fino al 1975, come una breve interruzione nel 1970. Ricoprì nuovamente l'incarico dal 1980 al 1985. Durante il proprio mandato fu promotore, tra le altre cose, dell'ampliamento dell'autostrada A24, della nascita dell'Università degli Studi dell'Aquila e della stesura di un nuovo piano regolatore cittadino. Portò inoltre avanti il rilancio della Perdonanza Celestiniana, che nel 1983 vide la sua prima celebrazione di carattere moderno, con eventi civili affiancati alla cerimonia religiosa. Si spese inoltre per l'apertura all'Aquila della Scuola ispettori e sovrintendenti della Guardia di Finanza, inaugurata nel 1992. Era infine in carica quando avvennero i moti dell'Aquila del 1971, che portarono alla sua auto sospensione dalla carica, di concerto con il presidente della provincia Francesco Gaudieri, per qualche giorno nel febbraio di quell'anno.
Morì d'infarto all'Aquila nel 1988.